# روبرت س. باركر
روبرت س. باركر (بالإنجليزية: Robert C. Parker)‏ هو ضابط أمريكي، ولد في 7 سبتمبر 1957.